# Nordic Investors Hospitality
Nordic Investors Hospitality (do června 2025 pod názvem Nordic Investors Group) je investiční skupina, kterou založil investor a někdejší M&A právník Tomáš Otruba. Skupina se zaměřuje primárně na oblast nemovitostí. V minulých letech investovala také do technologických aktiv.

## Investice
Zpočátku se skupina soustředila na tzv. distressed assets.
V roce 2016 skupina provedla akvizici obchodního centra Géčko Liberec, po restrukturalizaci jej převzala začátkem roku 2018 skupina DRFG. Skupina Nordic Investors Group koupila v roce 2016 mobilního operátora Air Telecom. V témže roce koupila Nordic Investors Group akcie společnosti IZIP a přejmenovala ji na Zdravel.
V létě 2016 poskytla skupina Nordic Investors Group úvěr zadlužené strojírenské firmě Kovosvit MAS a měla zájem do ní vstoupit. Nakonec se však zástupci Nordic Investors Group dohodli s Jaroslavem Strnadem a podnik mu prodali.
Začátkem roku 2017 přejmenovala firma své telekomunikační aktivum Air Telecom na Nordic Telecom. Koncem roku 2017 provedl Nordic Telecom akvizici 50 % společnosti Suntel Net (Libli), která sdružovala české lokální poskytovatele internetu. Zbylých 50 % v Libli získal Nordic Telecom o dva roky později.
V roce 2017 začala skupina Nordic Investors Group rozvíjet brownfield s výměrou 85 hektarů na místě starého letiště v Bratislavě. V roce 2019 do tohoto developerského projektu vstoupila společnost J&T Real Estate a uzavřela s Nordic Investors partnerství.
V roce 2020 započala skupina Nordic Investors Group proces prodeje své eHealth divize, do které patřily projekty Zdravel a Provisio. Jejich novým majitelem se stal investor Petr Stuchlík.
Na podzim 2023 skupina zahájila prodej své telekomunikační divize Nordic Telecom Holding. Nordic Telecom se od roku 2017 podílel na konsolidaci českého telekomunikačního trhu poskytovatelů internetu. Nordic Telecom také v letech 2017 a 2020 vydražil ve dvou aukcích od Českého telekomunikačního úřadu frekvence v pásmu 3,7 GHz, na kterých provozuje své internetové služby. Operátor vykázal za rok 2023 tržby ve výši 987 milionů korun a EBITDA 112 milionů. V polovině roku 2024 koupil Nordic Telecom a jeho 100 tisíc zákazníků operátor O2, ačkoli se předtím spekulovalo o zájmu firmy Poda.  
V roce 2024 koupila společnost Nordic Investors Group majoritní podíl v hotelu Harmony Club ve Špindlerově Mlýně. Dalšími majiteli hotelu se staly Renáta Kellnerová a její dcera Anna Kellnerová.
Na jaře 2025 se Renáta Kellnerová stala spolumajitelkou této společnosti. Kellnerová s Otrubou zároveň oznámili, že budou společně investovat do nemovitostí.